# Ciuchowy Dział
Ciuchowy Dział (lub Ciuch, ukr. Цюхів, Ciuchiw, także Цюхів Діл, Ciuchiw Dił lub Цюхів Верх, Ciuchiw Werch) – szczyt górski położony na terenie ukraińskiego obwodu lwowskiego, zgodnie z polską regionalizacją Karpat uznawany na najwyższy lub jeden z najwyższych szczytów Beskidów Brzeżnych.

## Topografia
Ciuchowy Dział znajduje się w północno-zachodniej części Beskidów Brzeżnych, pomiędzy dzielnicami miasta Borysław – Schodnica (na zachodzie) i Tustanowice (na północy) oraz wsiami Urycz (na południu) oraz Orów (na wschodzie). Ciuchowy Dział jest szczytem zwornikowym. Sam znajduje się w niewielkim grzbiecie położonym na osi zachodni północny zachód – wschodni południowy wschód, a ponadto odchodzą od niego ramiona ku północy (skręcające później na północny zachód, Dział Wierch) oraz na południowy wschód ku pobliskiemu szczytowi Turków (846 m). To ostatnie ramię wygina się następnie ku południowemu wschodowi, tworząc dolinę o kształcie podkowy, przez którą płynie wytryskujący z południowych zboczy Ciuchowego Działu potok Stynawka. Pozostałe cieki odwadniające zbocza góry to Ropiany (na wschodzie), Tyśmienica (na północy) i Schodnica (na zachodzie).
Sam Ciuchowy Dział wznosi się na wysokość 939 m n.p.m. (939,4 m, na starszych mapach 939,3 m bądź 942 m) przy wybitności 347 m i izolacji wynoszącej 11,9 km (najbliższy wyższy szczyt to Szczawina w Beskidach Skolskich).
W zależności od dokładnego sposobu poprowadzenia granicy pomiędzy Beskidami Brzeżnymi a Gorganami na południowym wschodzie, w okolicy Porohów, Ciuchowy Dział jest uznawany za najwyższy, bądź drugi pod względem wysokości (po Turawie, 940 m n.p.m.) szczyt tego pasma.
Wierzchołek Ciuchowego Działu jest częściowo zalesiony. Z samego szczytu lub jego najbliższych okolic rozciąga się jednak szeroki widok, przede wszystkim na Beskidy Skolskie, w tym grupę Paraszki oraz na zachodnią część Gorganów.

## Ochrona przyrody i turystyka
W bezpośrednim pobliżu szczytu przebiega granica Parku Narodowego „Beskidy Skolskie” obejmującego południowe zbocza grzbietu. W odległości ok. 600 m na północny zachód od wierzchołka rozpoczyna się też obszar rezerwatu krajobrazowego „Borysławśkyj” (Ландшафтний заказник «Бориславський»).
W latach 30. na szczycie krzyżowało się pięć znakowanych szlaków pieszych a tuż pod szczytem funkcjonowało schronisko Oddziału Drohobyckiego Polskiego Towarzystwa Tatrzańskiego urządzone w dawnym budynku kancelaryjnym zlikwidowanej kopalni. Wykorzystywano je przede wszystkim w sezonie zimowym, gdyż stoki Ciuchowego Działu określano mianem „doskonałych terenów narciarskich”.
Współcześnie, w ramach projektu VeloBeskidy (ukr. ВелоБескиди) na szczycie Ciuchowego Działu postawiono 15-metrową stalową wieżę widokową, wytyczono też szereg przebiegających przez szczyt tras pieszych i rowerowych. Całość zainaugurowano w 2022 roku. Ponadto bezpośrednio pod szczytem znajduje się ośrodek Karpatśki połonyny (ukr. Карпатські полонини) składający się m.in. pensjonatu, domków wypoczynkowych, restauracji, stajni oraz niewielkiego wyciągu narciarskiego.